# رشيد كيسري
رشيد كيسري عداء ألعاب قوى مغربي، ولد يوم 2 غشت 1975 بخريبكة، و هو متخصص في سباق الماراثون.

## إنجازاته
| المنافسة                  | السنة | المسابقة  | التوقيت | الرتبة |
| ------------------------- | ----- | --------- | ------- | ------ |
| بطولة العالم لألعاب القوى | 2011  | الماراثون | 2:13:24 | 11     |
| بطولة العالم لألعاب القوى | 2009  | الماراثون | 2:17:01 | 26     |
| بطولة العالم لألعاب القوى | 2007  | الماراثون | 2:32:57 | 44     |

## أرقام شخصية
| المسابقة  | الرقم   | المكان | السنة |
| --------- | ------- | ------ | ----- |
| الماراثون | 2:06:48 | باريس  | 2011  |

## وصلات خارجية
- رشيد كيسري على موقع الاتحاد الدولي لألعاب القوى (الإنجليزية)
- رشيد كيسري على موقع اللجنة الأولمبية الدولية (الإنجليزية)
- رشيد كيسري على موقع أوليمبيديا (الإنجليزية)
- رشيد كيسري على موقع اللجنة الأولمبية المغربية (الفرنسية)